# Santo Stefano, Capri
Santo Stefano je katolička crkva i bivša katedrala na otoku Capriju u Italiji. Posvećena svetom Stjepanu, glavna je bogomolja u gradu Capriju. Vjerski kompleks izgrađen je oko trga Piazza Umberto I u sedamnaestom stoljeću. Nadbiskupska palača danas se koristi kao gradska vijećnica ("Municipio"). Santo Stefano i Chiesa di San Costanzo dvije su najstarije crkve na otoku.

## Vanjske poveznice
|  | Zajednički poslužitelj ima još gradiva o temi Santo Stefano, Capri |